# Traian (Teleorman)
Traian es una comuna ubicada en el distrito de Teleorman, Rumania.

## Superficie
Posee una superficie de 52,50 kilómetros cuadrados.

## Demografía
Hasta 2021 la población era de 1421 habitantes, con una densidad de población de 27,07 habitantes por kilómetro cuadrado.